# Parides bunichus
Parides bunichus is een vlinder uit de familie van de pages (Papilionidae). De wetenschappelijke naam van de soort is voor het eerst geldig gepubliceerd in 1821 door Jacob Hübner. Parides perrhebus is lange tijd beschouwd als een aparte soort maar de naam wordt door Lamas en door Tyler beschouwd als een synoniem van deze naam.